# White Wings

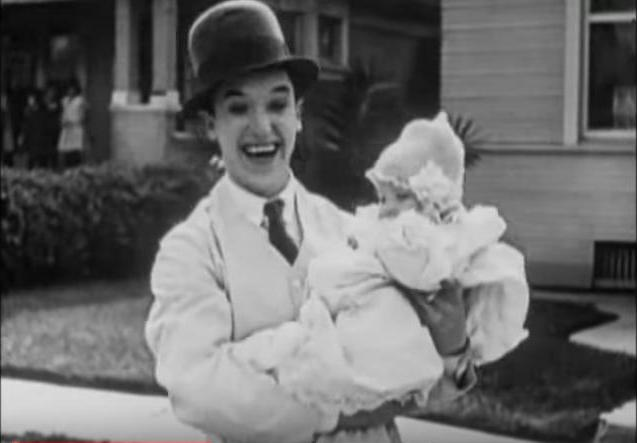
Stan Laurel dans White Wings (1923).

White Wings est un film muet américain réalisé par George Jeske et sorti en 1923.

## Synopsis
Un balayeur des rues, ayant maille à partir avec un policier, se réfugie chez un dentiste dont il est obligé de prendre la place.

## Fiche technique
- Titre : White Wings
- Réalisation : George Jeske
- Chef opérateur : Frank Young
- Assistant-réalisateur : W.P. Hackney
- Production : Hal Roach
- Distribution : Pathé Exchange
- Genre : Comédie
- Dates de sortie : 
  - États-Unis : 13 mai 1923

## Distribution
- Stan Laurel : le balayeur des rues
- James Finlayson : un patient chez le dentiste
- Marvin Loback : le policier
- Katherine Grant : la baby-sitter
- Mark Jones : un patient chez le dentiste
- George Rowe
- Vera White
- Jack Hill